# Encarsia alboscutellaris
Encarsia alboscutellaris är en stekelart som beskrevs av Luis De Santis 1979.
Encarsia alboscutellaris ingår i släktet Encarsia och familjen växtlussteklar. Inga underarter finns listade i Catalogue of Life.